# Tahoeraa huiraatira
Tahoera'a huiraatira, Nederlands: Volksvergadering, is een politieke partij in Frans-Polynesië. De partij is in de Vergadering van Frans-Polynesië vertegenwoordigd.
Tahoera'a huiraatira werd in 1977 door Gaston Flosse opgericht en wordt sindsdien door hem geleid. Hij was toen president van Frans-Polynesië en werd het daarna meer. De partij wordt vooral gesteund door etnische Europeanen en Aziaten die zich in Frans-Polynesië hebben gevestigd. Desondanks weet de partij ook oorspronkelijke Polynesiërs achter zich te krijgen.
De partij is voorstander van de status quo van Frans-Polynesië als een autonoom 'land' dat nauw met Frankrijk is verbonden en fel gekant tegen onafhankelijkheid van Frans-Polynesië. De partij geldt als gematigd conservatief, gaullistisch en liberaal.
Tahoera'a huiraatira heeft ook twee leden in de Franse Assemblée nationale. Zij zitten in de parlementaire groepering van de Union des démocrates et indépendants UDI.

## Verkiezingsuitslagen Nationale Vergadering van Frans-Polynesië

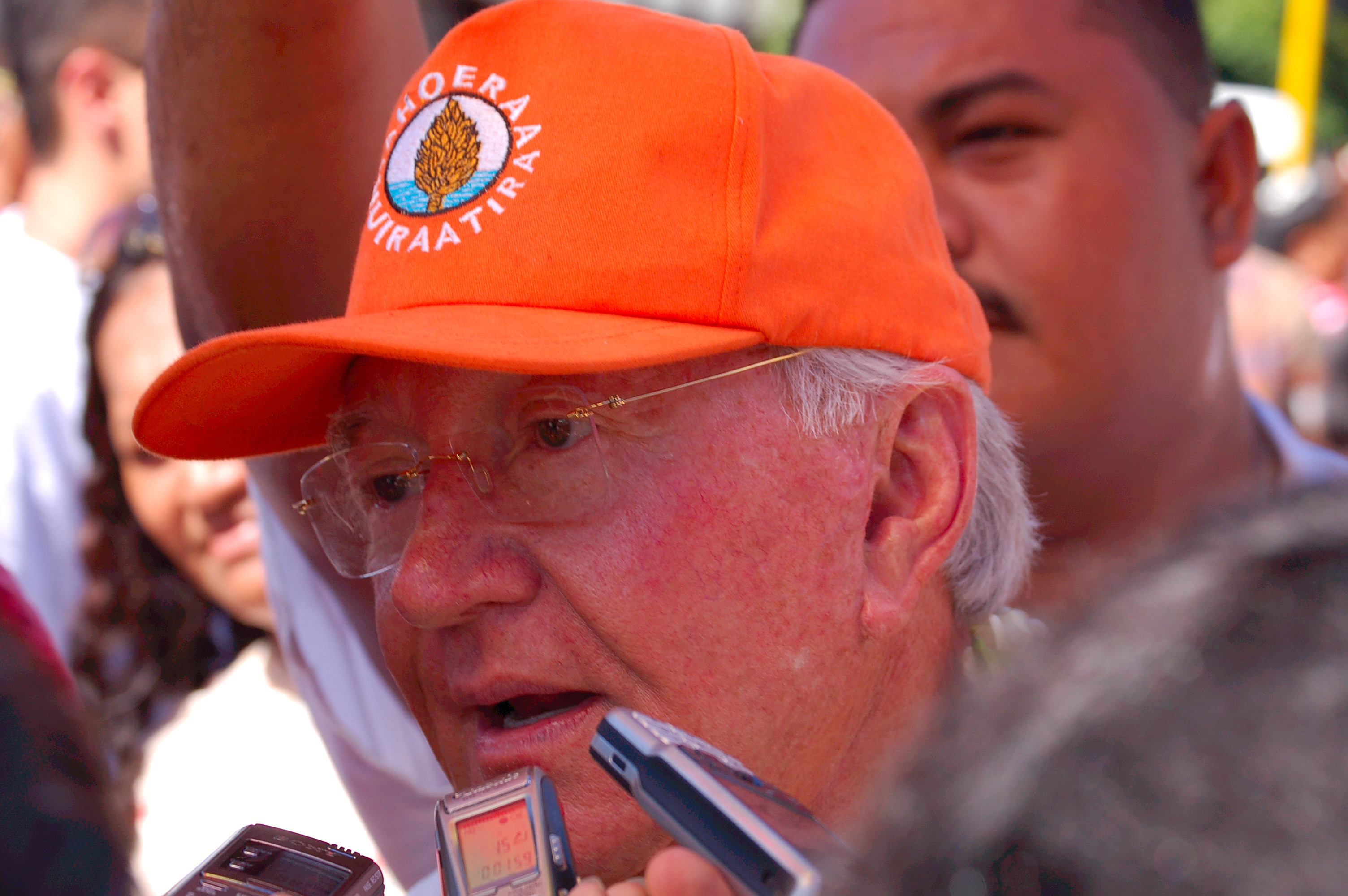
Gaston Flosse in 2006

| Jaar | zetels  |
| ---- | ------- |
| 2004 | 27 (57) |
| 2008 | 10 (57) |
| 2013 | 38 (57) |
| 2018 | 10 (57) |

Samenstelling per 27 juli 2019 
 De deelnemende partijen met de meeste zetels worden genoemd, alleen de partijen met een enkele zetel binnen de fractie ontbreken.